# Pachyferonia
Pachyferonia is een geslacht van kevers uit de familie van de loopkevers (Carabidae). De wetenschappelijke naam van het geslacht is voor het eerst geldig gepubliceerd in 1951 door Jeannel.

## Soorten
Het geslacht Pachyferonia is monotypisch en omvat slechts de volgende soort:
- Pachyferonia quadricollis Jeannel, 1951